# Xip d'ADN

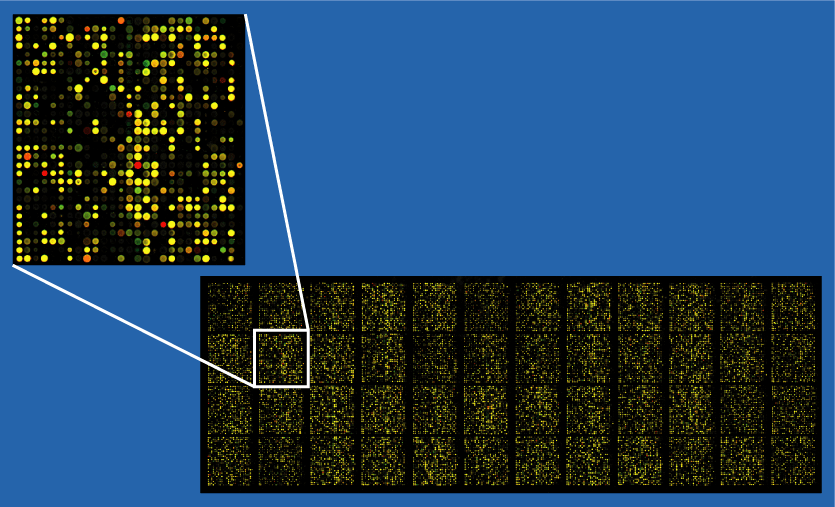
Exemple d'un xip d'ADN amb 40.000 sondes.

Un xip d'ADN (de l'anglès DNA microarrays) és una superfície sòlida a la qual s'uneixen una sèrie de fragments d'ADN. Les superfícies emprades per fixar l'ADN són molt variables i poden ser vidre, plàstic i fins i tot xips de silici. Els arrays d'ADN són tècniques utilitzades per esbrinar l'expressió dels gens, monitoritzant els nivells de milers d'ells de forma simultània.
La tecnologia del xip d'ADN és un desenvolupament d'una tècnica molt utilitzada en biologia molecular, el Southern blot. Amb aquesta tecnologia es pot observar de forma gairebé instantània la presència de tots els gens del genoma d'un organisme (genotipatge), de tal manera que solen ser utilitzats per identificar gens que produeixen certes malalties mitjançant la comparació dels nivells d'expressió entre cèl·lules sanes i cèl·lules que estan desenvolupant certs tipus de malalties.

## Fabricació
Els xips d'ADN són fabricats usant una gran varietat de tecnologies. El gran desenvolupament d'aquesta tècnica ha arribat a causa de l'ús de Robots que són els que realitzen el treball d'alinear cada un dels gens en punts que se separen els uns dels altres per distàncies microscòpiques.
Els xips d'ADN es poden usar per detectar ARN, que pot o no ser traduït a proteïnes. Els científics es refereixen a aquesta classe d'anàlisi com "anàlisi d'expressió" o "anàlisi del transcriptoma". Amb ells poden analitzar des d'un a milers de gens, però cada experiment de xip d'ADN ha de portar adjunt les anàlisis genètiques en paral·lel. Els xips d'ADNs han accelerat de tota manera moltes investigacions.
L'ús de xips d'ADN per estudiar l'expressió de diversos gens va ser publicat el 1995, a la prestigiosa revista científica Science i el primer organisme eucariota amb tot el genoma (Saccharomyces cerevisiae) disposat en un xip d'ADN va ser publicat el 1997 a la mateixa revista.